# Божок, Алла Петровна
Алла Петровна Божок (укр. Алла Петрівна Божок; род. 11 января 1934, Харьков, Харьковская область, УССР, СССР) — советский и украинский учёный, кандидат географических наук (1978), доцент Киевского национального университета имени Тараса Шевченко (1983).

## Биография
Родилась 11 января 1934 года в Харькове. В 1957 году окончила обучение на кафедре геодезии и картографии Киевского университета, в 1970 году окончила аспирантуру. В 1958—1967 годах работала в научно-исследовательской лаборатории университета над разработкой карт для Национального атласа Украины.
С 1970 года — преподаватель в Киевском госуниверситете: сначала младшим научным сотрудником, затем ассистентом, старшим преподавателем, с 1983 года — доцентом.
В 1978 году защитила кандидатскую диссертацию на тему «Комплексное картографирование технической оснащенности сельского хозяйства Украинской ССР».

## Признание и награды
Награждена медалями: «В память 1500-летия Киева» (1982), «Ветеран труда» (1984), «По случаю 160-летия Киевского университета имени Тараса Шевченко», Отличник народного образования УССР (1984).

## Научная деятельность
Сфера научных исследований:
- комплексное картографирование,
- разработка системы показателей картографирования сельскохозяйственной техники на базе графической модели «технические средства сельского хозяйства — природная среда» и оценочных критериев природных условий, влияющих на эффективность использования технических средств.

Член общества «Знание», член правления украинского отделения Всесоюзного астрономо-геодезического общества, учёный секретарь Научно-методической комиссии по геодезии при Министерстве высшего образования СССР.
Автор 50 научных и научно-методических трудов. Основные работы:
- Топографія з основами геодезії. — К., 1986, 1995, 2009 (у співавторстві);
- Картографія. — К., 1999, 2000, 2008 (у співавторстві);
- Картографія з основами картографічного креслення. — К., 1990, 1996.